# H-i-r-o-s-h-i
H-i-r-o-s-h-i（ひろし）は、元アイドル歌手・渡辺桂子の1stシングル。
1984年3月21日にテイチクレコードより発売。定価700円。

## 収録曲
両楽曲とも、作詞:売野雅勇／作曲:筒美京平／編曲:大谷和夫
1. H-i-r-o-s-h-i
2. 夢見る唇